# 洋狗尾草
洋狗尾草（学名：Cynosurus cristatus），为禾本科洋狗尾草属下的一个植物种。